# La ragazza ha volato
La ragazza ha volato è un film del 2021 diretto da Wilma Labate e co-sceneggiato dai fratelli D'Innocenzo.

## Trama
Nadia è una sedicenne di Trieste apatica e senza amici di sorta, dentro o fuori la scuola. Un giorno, l'incontro con un coetaneo poco di buono le cambia la vita.

## Distribuzione
Il film è stato presentato in anteprima nella sezione Orizzonti Extra della 78ª Mostra internazionale d'arte cinematografica di Venezia il 3 settembre 2021. È stato distribuito nelle sale da Adler Entertainment a partire dal 23 giugno 2022.